# Unserdeutsch
Unserdeutsch ("vår tyska"), eller Rabaul kreoltyska, är ett utdöende kreolspråk talat i Papua Nya Guinea. Språket har sitt ursprung bland de barn som lärde sig tyska då de levde på barnhem i dåvarande Tyska Nya Guinea. I dag talar endast 100 personer detta kreolspråk, varav 15 på Niu Briten. 
De flesta Unserdeutschtalare är tvåspråkiga, antingen med standardtyska, engelska, Tok pisin eller Kuanua. De flesta talare är över medelålder; dock kan många yngre förstå språket, men talar det inte. Språket är en ättling till den standardiserade tyska som kom från Gazelle under den tyska kolonialtiden och sedan utvecklades med influenser från ursprungsbefolkningen till ett eget språk. Ökad rörlighet och giftermål mellan olika språkgrupper har gjort att Unserdeutsch har försvunnit allt mer. 
Språkets användes mest på 1960-talet då en hel generation växte upp talande unserdeutsch. Antal talare var 400-500, vilket är relativt högt med tanke Papua Nya Guineas stora språkdiversitet. Efter första världskriget blev Tyska Nya Guinea en del av Australien som ledde till engelskans dominans. Efter Papua Nya Guineas självständighet år 1975, flyttade största delen av unserdeutschtalare till Australien där de divergerade. År 2020 fanns det cirka 100 talare varav största delen bor vid kusten i dem större städer.. 
Unserdeutsch är starkt påverkat av närliggande språk såsom tok pisin, och är tillsammans med namibisk tyska i Namibia och belgranodeutsch i Argentina ett av de bara tre kreolspråk i världen som är baserade på tyska. 
Språket har inte en skriftlig standard. Även på språkets guldålder använde talarna tyska, och senare engelska, som skriftspråk. Unserdeutsch har inte forskats i särskild mycket och lingvisterna försöker dokumentera språket så bra som möjligt med de talarna som finns kvar, varav största delen är äldre.

## Exempel
Den korta obligatoriska bönen i Bahá'í på Unserdeutsch:
I bezeugen, O mein Gott, Du has geschaffen mi, fi erkennen du und fi beten zu du. I bezeugen in diese Moment mein Schwäche und dein Mach, mein Armut und dein Reichtum. Is ni ein anders Gott, nur Du, de Helfer in Gefahr, de Selbstbestehender.
Tysk översättning:
"Ich bezeuge, o mein Gott, dass du mich geschaffen hast, dass ich dich erkenne und zu dir bete. Ich bezeuge in diesem Moment meine Schwäche und deine Macht, meine Armut und deinen Reichtum. Es gibt keinen anderen Gott, nur dich, den Helfer in der Gefahr, den, der von selbst besteht."
Engelska:
"I bear witness, O my God, that Thou hast created me to know Thee and to worship Thee. I testify, at this moment, to my powerlessness and to Thy might, to my poverty and to Thy wealth. There is none other God but Thee, the Help in Peril, the Self-Subsisting."
Svenska: 
" Jag är ett vittne, min gud, du har skapat mig för att jag ska känna dig och dyrka dig och vittnar i detta ögonblick om maktlöshet och din makt, min fattigdom och din rikedom. Det finns ingen annan gud utom du, hjälpen i farans stund, den i sig varande."

## Se vidare
- Kreolspråk